# 颜那亚文化

颜那亚文化在c. 3300–2600 BC的大致分布范围

颜那亚文化（英語：Yamnaya culture）或亚姆纳文化（英語：Yamna culture），又被译为竖穴墓文化（英語：Pit Grave culture 或 Ochre Grave culture），是一个铜石并用时代晚期到青铜时代早期的考古学文化，分布在南布格河、德涅斯特河和乌拉尔河地区之间，也就是東歐大草原上，时间可追溯到3300-2600 BC。颜那亚和亚姆纳分别音译自俄语和乌克兰语，意为“坑”，指其特有的埋葬传统：有一个墓室的库尔干。
颜那亚文化的居民很有可能是东欧的狩猎采集者（来自馬爾他-布瑞特文化后代或相似的人群）和近東人（一些研究认为他们是来自高加索地区的狩猎采集者，或者是来自伊朗的铜石并用时代的相似人群）基因混合的结果 。颜那亚人的物质文化，与和他们同时代、位于阿尔泰山脉的阿凡納謝沃文化非常相似，而且基因测试也表明，这两组文化在遗传学上无法区分。
颜那亚人与后来新石器时代晚期的许多文化的居民都密切相关，遍及整个欧洲和中亚，特别是绳纹器文化，还有钟形杯文化以及辛塔什塔、辛塔什塔、安德罗诺沃文化和Srubna culture的居民。 这些人群保留了许多颜那亚文化的特点，例如：骑马、埋葬风格、某种程度上的牧民经济。遗传学研究也表明，大部分这些人的祖先来自草原。
颜那亚文化被认为是晚期的原始印欧人的文化，很有可能是原始印歐語的原乡（urheimat）。

## 出土物品

藏于埃尔米塔日博物馆
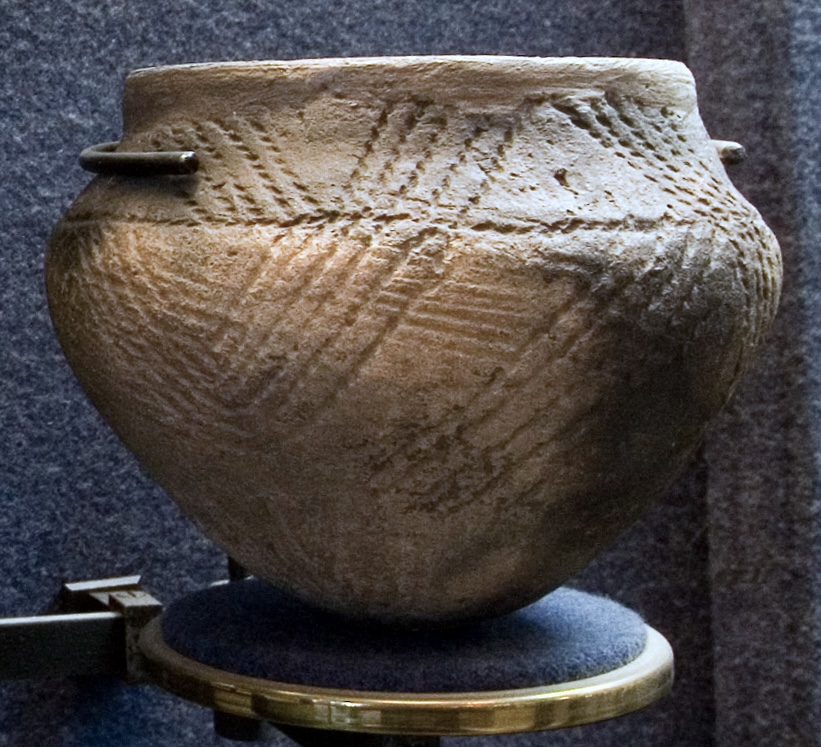
绳纹器文化 pot
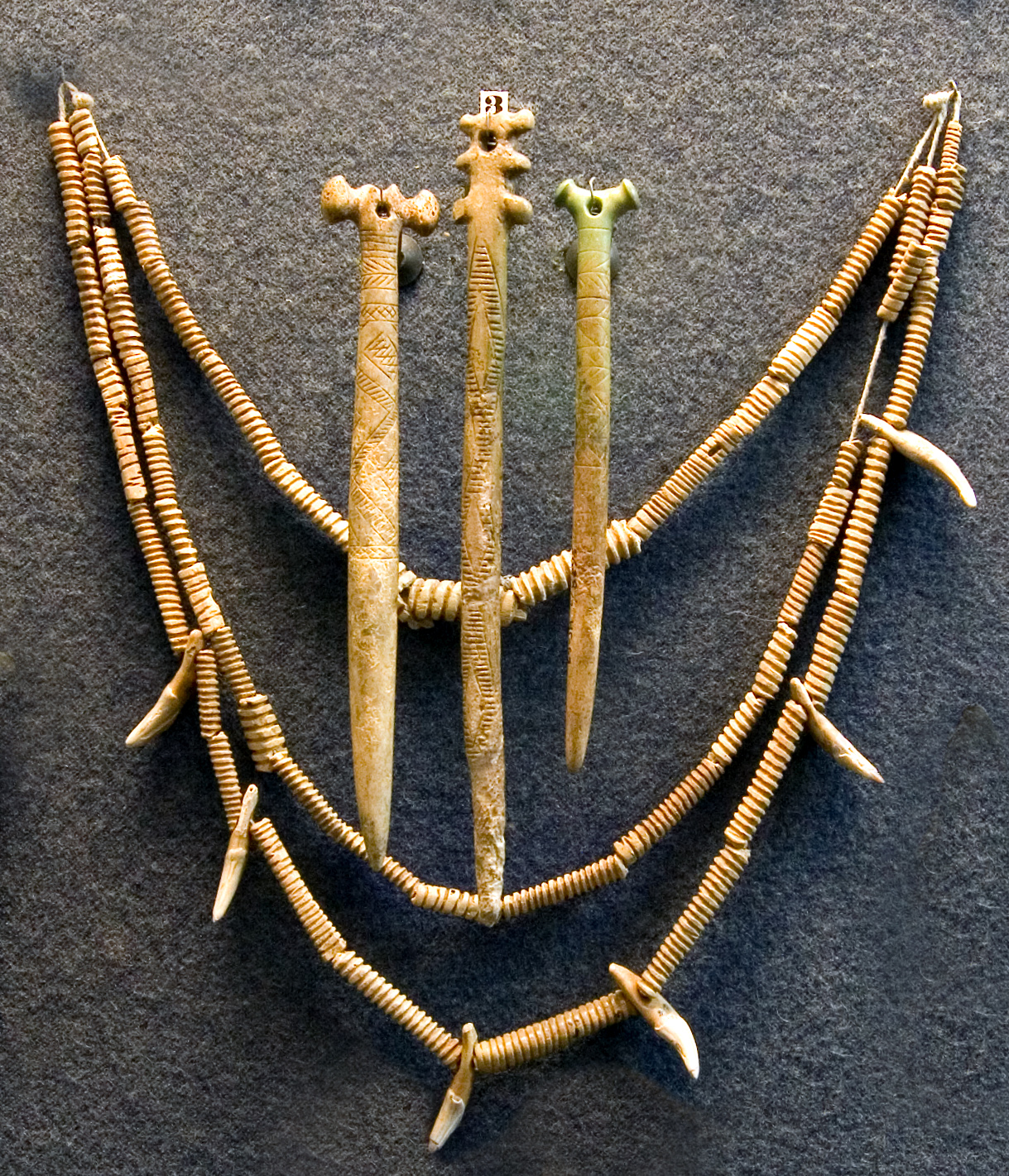
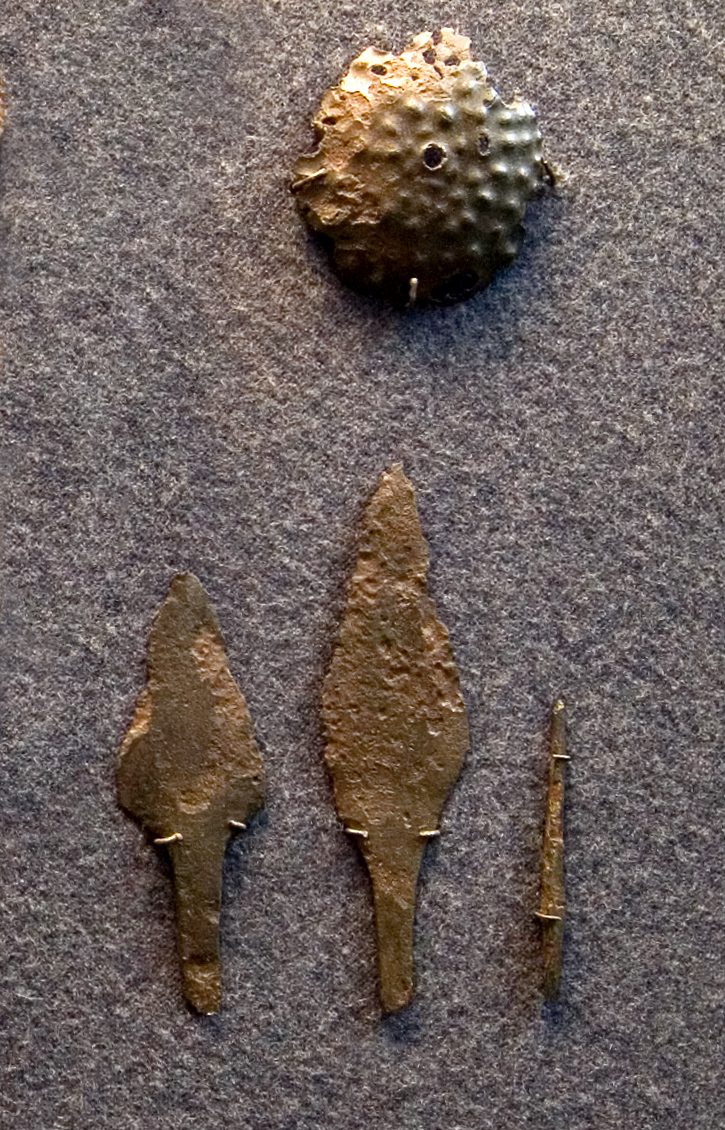
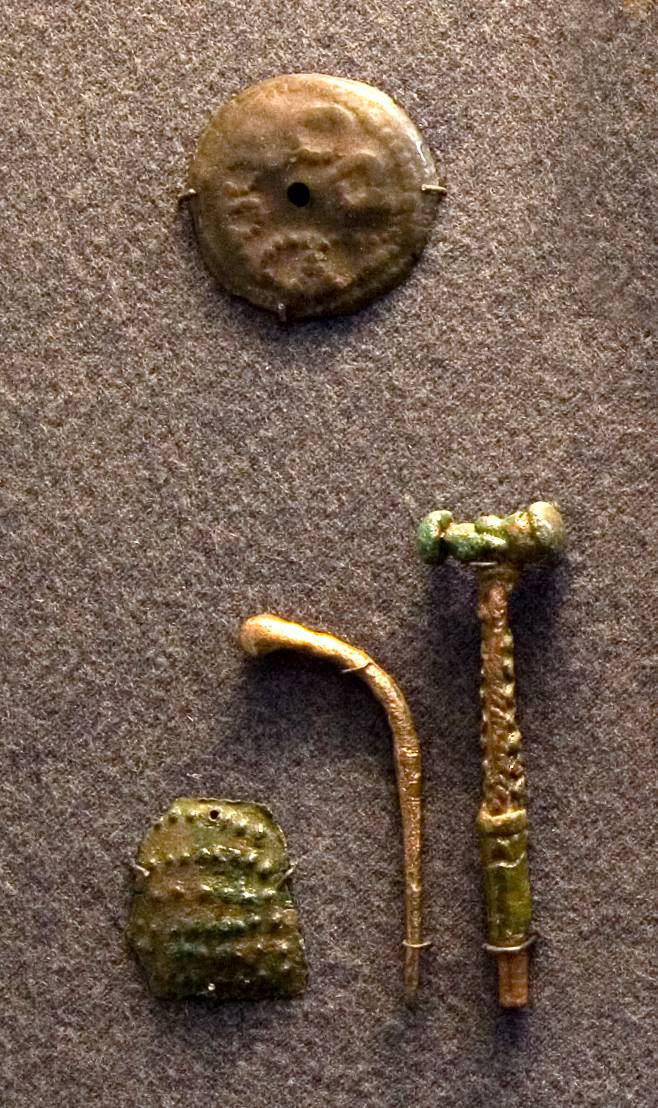
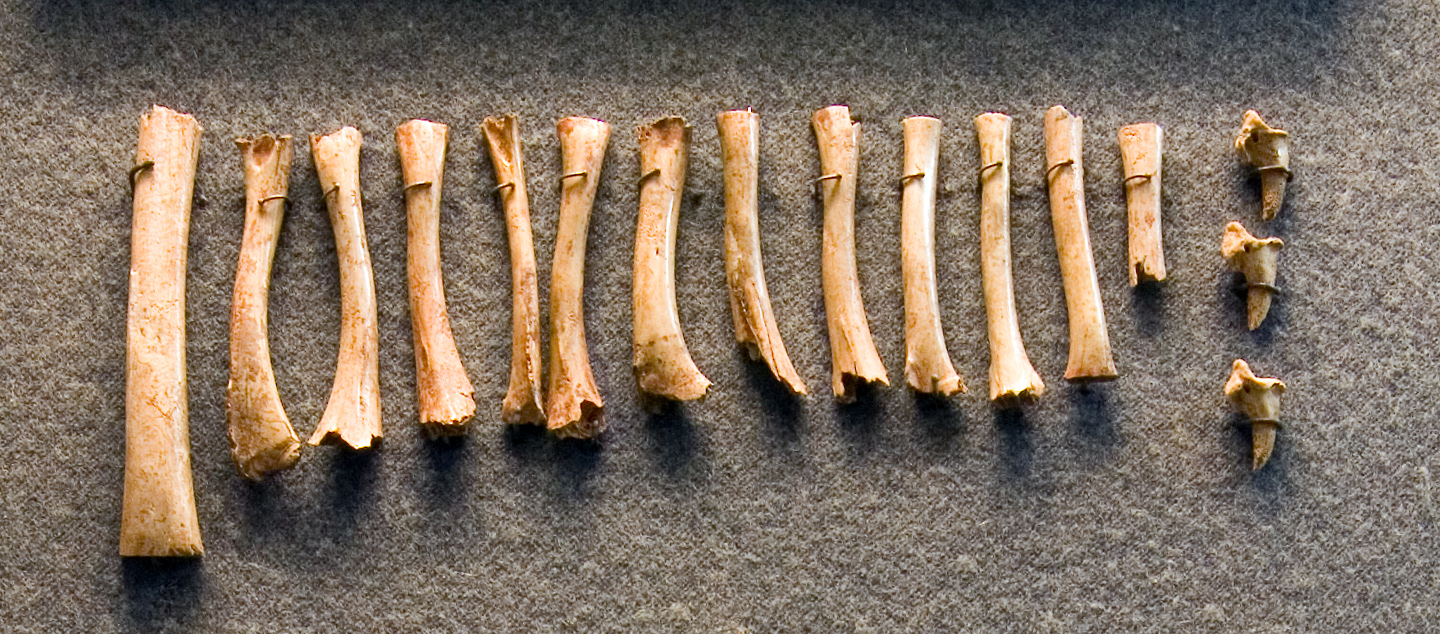

## 资源

### 出版资源
- Anthony, David W., , 2007
- Dolukhanov, Pavel M., , New York: Longman, 1996, ISBN 0-582-23627-4
- Fortson, Benjamin W., , Blackwell Publishing（英语：Blackwell Publishing）, 2004
- Haak, W.; Lazaridis, I.; Patterson, N.; Rohland, N.; Mallick, S.; Llamas, B.; Brandt, G.; Nordenfelt, S.; Harney, E.; Stewardson, K.; Fu, Q.; Mittnik, A.; Bánffy, E.; Economou, C.; Francken, M.; Friederich, S.; Pena, R. G.; Hallgren, F.; Khartanovich, V.; Khokhlov, A.; Kunst, M.; Kuznetsov, P.; Meller, H.; Mochalov, O.; Moiseyev, V.; Nicklisch, N.; Pichler, S. L.; Risch, R.; Rojo Guerra, M. A.;  et al. . Nature. 2015, 522: 207–211. Bibcode:2015Natur.522..207H. PMC 5048219 . PMID 25731166. arXiv:1502.02783 . doi:10.1038/nature14317.
- Jones, Eppie R. . Nature Communications. 2015, 6: 8912  [2018-10-21]. Bibcode:2015NatCo...6E8912J. PMC 4660371 . PMID 26567969. doi:10.1038/ncomms9912. （原始内容存档于2016-08-21）.
- Lazaridis, Iosif. . 自然 (期刊). 2014, 513: 409–413  [2018-10-21]. Bibcode:2014Natur.513..409L. PMC 4170574 . PMID 25230663. arXiv:1312.6639 . doi:10.1038/nature13673. （原始内容存档于2015-09-02）.
- Mallory, J. P., , , Fitzroy Dearborn, 1997
- Morgunova, Nina; Khokhlova, Olga. . Radiocarbon. 2013  [2018-10-21]. doi:10.2458/azu_js_rc.55.16087. （原始内容存档于2019-03-30）.
- Zimmer, Karl. . 纽约时报. 2015  [2018-10-21]. （原始内容存档于2021-05-05）.